# Згурівська селищна територіальна громада
Згурівська селищна територіальна громада — територіальна громада в Україні, у Броварському районі Київської області. Адміністративний центр — селище Згурівка.
Площа громади — 761,54 км², населення — 15 892 особи (2020).

## Історія
Громада утворена 12 червня 2020 року шляхом об'єднання всіх селищних та сільських рад колишнього Згурівського району.

## Населені пункти
У складі громади селище Згурівка та 40 сіл:
- Аркадіївка
- Безуглівка
- Великий Крупіль
- Вишневе
- Вільне
- Вознесенське
- Войтове
- Володимирське
- Горбачівка
- Гречана Гребля
- Жуківка
- Зелене
- Іллінське
- Красне
- Левченкове
- Лизогубова Слобода
- Любомирівка
- Майське
- Мала Березанка
- Мала Супоївка
- Малий Крупіль
- Нова Олександрівка
- Нова Оржиця
- Олександринівка
- Олексіївка
- Пайки
- Пасківщина
- Полковниче
- Свобода
- Середівка
- Софіївка
- Стара Оржиця
- Старе
- Терлещина
- Турівка
- Урсалівка
- Усівка
- Черевки
- Шевченкове
- Щасливе

## Старостинські округи
- Аркадіївський
- Безуглівський
- Великокрупільський
- Вознесенський
- Войтівський
- Жуківський
- Красненський
- Лизогубовослобідський
- Любомирівський
- Малоберезанський
- Новоолександрівський
- Пасківщинський
- Середівський
- Старооржицький
- Турівський
- Усівський
- Черевківський